# Kanas0Gi, Shikarpur
Kanas0Gi là một làng thuộc tehsil Shikarpur, huyện Shimoga, bang Karnataka, Ấn Độ.